# Blocco metabolico
Si ha un blocco metabolico quando viene a mancare l'attività enzimatica che catalizza una reazione metabolica.
Effetti immediati di un blocco metabolico sono l'accumulo del substrato della reazione bloccata (se non smaltito da altre vie metaboliche) e la carenza dei prodotti "a valle" della reazione bloccata.
Un blocco metabolico può essere dovuto sia all'assenza di un gene funzionante, sia ad avvelenamento o inibizione dell'enzima.
| Controllo di autorità | Thesaurus BNCF 58166 |